# Gesturi
Gesturi ist eine italienische Gemeinde (comune) mit 1136 Einwohnern (Stand 31. Dezember 2023) in der Provinz Medio Campidano auf Sardinien. Die Gemeinde liegt etwa 39 Kilometer nordöstlich von Villacidro und etwa 21 Kilometer nordöstlich von Sanluri.
Die Pfarrkirche Santa Teresa d’Avila in Gesturi ist das älteste Beispiel gotisch-katalanischer Architektur auf Sardinien. Der Schlussstein des eleganten Sterngewölbes der Capilla Mayor trägt das Datum 1674.
Die Protonuraghe Brunku Madagui liegt bei Gesturi.

## Straßenanbindung
- Strada Statale 197 di San Gavino e del Flumini von Guspini nach Nurallao.

## Persönlichkeiten
- Nicola da Gesturi (1882–1958), römisch-katholischer Bruder im Orden der Minderen Brüder Kapuziner